# Pont-sur-Meuse
Pour les articles homonymes, voir Pont (toponyme).
Pont-sur-Meuse est une commune française située dans le département de la Meuse, en région Grand Est.

## Géographie

### Situation
Située à environ sept kilomètres de Commercy, près de la commune de Lérouville. La commune fait partie du parc naturel régional de Lorraine.

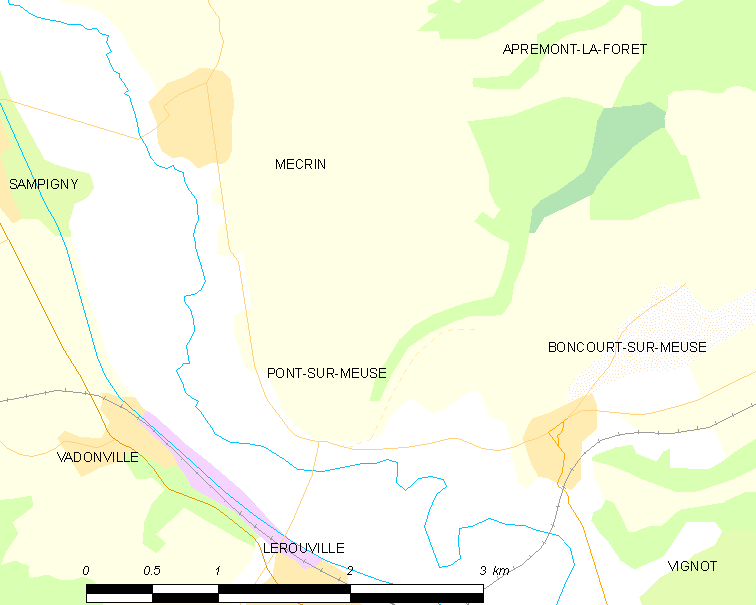
Carte de la commune.
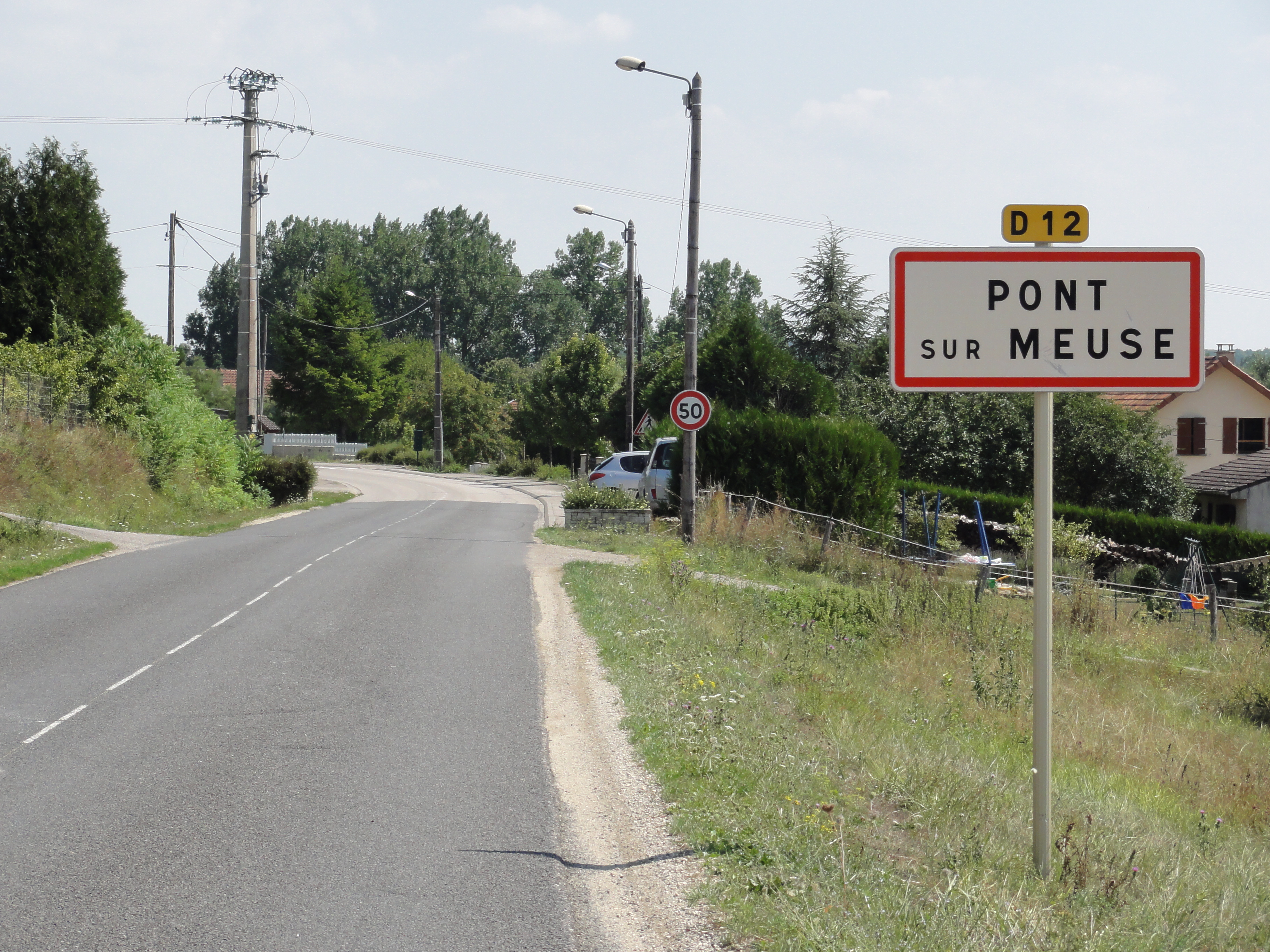
Entrée de Pont-sur-Meuse.

#### Communes limitrophes
| Vadonville | Boncourt-sur-Meuse | Boncourt-sur-Meuse |
| Lérouville | Pont-sur-Meuse     | Boncourt-sur-Meuse |
| Lérouville | Lérouville         | Commercy           |

### Hydrographie
La commune est dans le bassin versant de la Meuse au sein du bassin Rhin-Meuse. Elle est drainée par la Meuse et le canal de l'Est Branche-Nord,.
La Meuse, d'une longueur de 486 km dans sa partie française, est un fleuve européen qui prend sa source en France, dans la commune du Châtelet-sur-Meuse, à 409 mètres d'altitude, et se jette dans la mer du Nord après un cours long d'approximativement 950 kilomètres traversant la France, la Belgique et les Pays-Bas. Les caractéristiques hydrologiques de la Meuse sont données par la station hydrologique située sur la commune de Commercy. Le débit moyen mensuel est de 22,9 m3/s. Le débit moyen journalier maximum est de 473 m3/s, atteint lors de la crue du 31 décembre 2001. Le débit instantané maximal est quant à lui de 598 m3/s, atteint le même jour.
Le canal de l'Est Branche-Nord, d'une longueur de 141 km, est un chenal et un cours d'eau naturel navigable qui relie Givet à Troussey, où il rejoint le canal de la Marne au Rhin. 

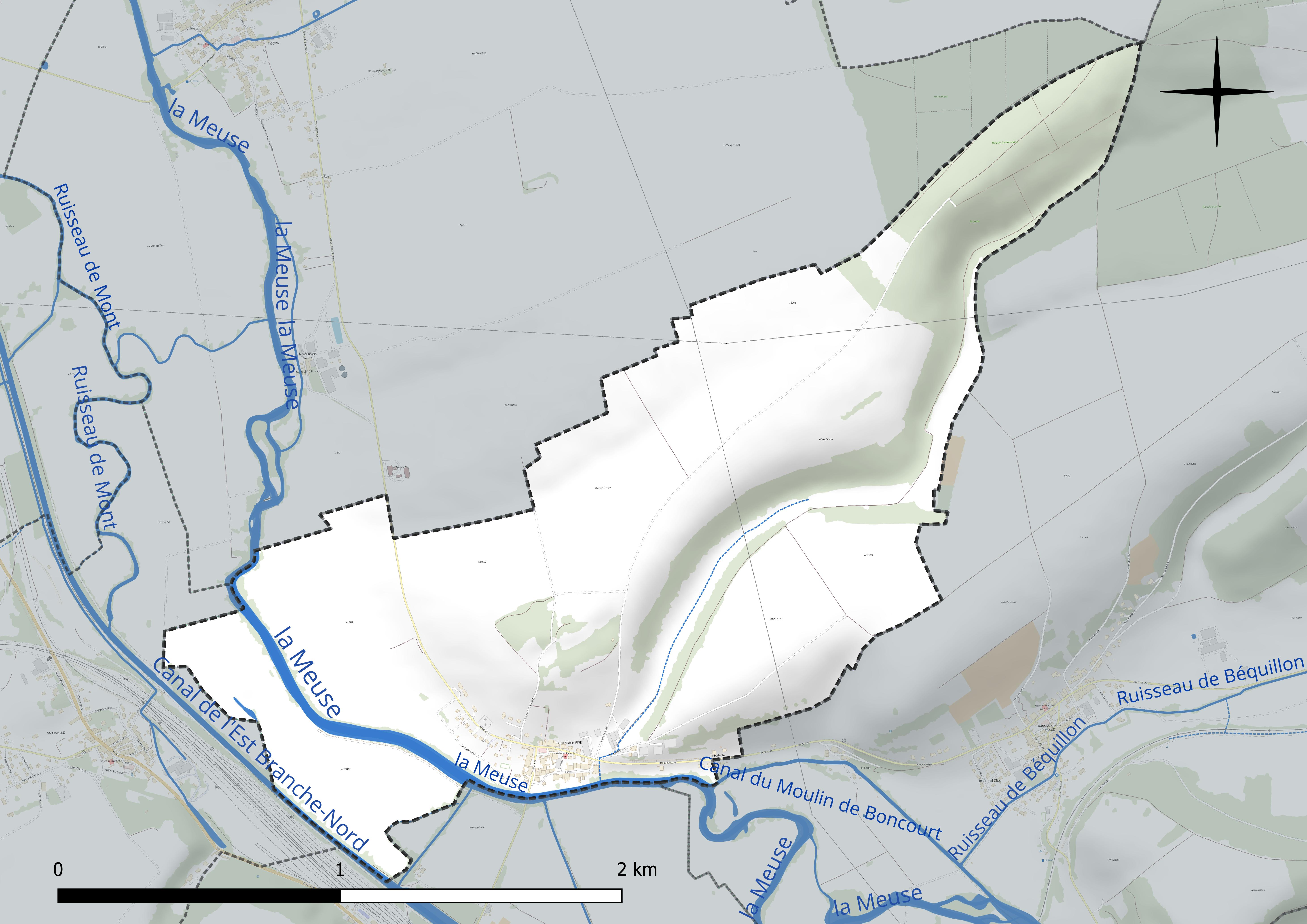
Réseau hydrographique de Pont-sur-Meuse.

### Climat
Pour des articles plus généraux, voir Climat du Grand Est et Climat de la Meuse.
En 2010, le climat de la commune est de type climat de montagne, selon une étude du Centre national de la recherche scientifique s'appuyant sur une série de données couvrant la période 1971-2000. En 2020, Météo-France publie une typologie des climats de la France métropolitaine dans laquelle la commune est exposée à un climat océanique altéré et est dans la région climatique  Lorraine, plateau de Langres, Morvan, caractérisée par un hiver rude (1,5 °C), des vents modérés et des brouillards fréquents en automne et hiver. 
Pour la période 1971-2000, la température annuelle moyenne est de 9,7 °C, avec une amplitude thermique annuelle de 16,3 °C. Le cumul annuel moyen de précipitations est de 1 010 mm, avec 14 jours de précipitations en janvier et 9,3 jours en juillet. Pour la période 1991-2020, la température moyenne annuelle observée sur la station météorologique de Météo-France la plus proche, « Erneville aux Bois_sapc », sur la commune d'Erneville-aux-Bois à 12 km à vol d'oiseau, est de 9,9 °C et le cumul annuel moyen de précipitations est de 1 021,5 mm. 
La température maximale relevée sur cette station est de 39,4 °C, atteinte le 25 juillet 2019 ; la température minimale est de −24,2 °C, atteinte le 18 février 1956,,. 
Les paramètres climatiques de la commune ont été estimés pour le milieu du siècle (2041-2070) selon différents scénarios d'émission de gaz à effet de serre à partir des nouvelles projections climatiques de référence DRIAS-2020. Ils sont consultables sur un site dédié publié par Météo-France en novembre 2022.

## Urbanisme

### Typologie
Au 1er janvier 2024, Pont-sur-Meuse est catégorisée commune rurale à habitat dispersé, selon la nouvelle grille communale de densité à sept niveaux définie par l'Insee en 2022.
Elle est située hors unité urbaine. Par ailleurs la commune fait partie de l'aire d'attraction de Commercy, dont elle est une commune de la couronne,. Cette aire, qui regroupe 19 communes, est catégorisée dans les aires de moins de 50 000 habitants,.

### Occupation des sols
L'occupation des sols de la commune, telle qu'elle ressort de la base de données européenne d’occupation biophysique des sols Corine Land Cover (CLC), est marquée par l'importance des territoires agricoles (83,6 % en 2018), une proportion identique à celle de 1990 (83,6 %). La répartition détaillée en 2018 est la suivante : 
terres arables (55,7 %), prairies (27,9 %), forêts (16 %), zones industrielles ou commerciales et réseaux de communication (0,4 %). L'évolution de l’occupation des sols de la commune et de ses infrastructures peut être observée sur les différentes représentations cartographiques du territoire : la carte de Cassini (XVIIIe siècle), la carte d'état-major (1820-1866) et les cartes ou photos aériennes de l'IGN pour la période actuelle (1950 à aujourd'hui).

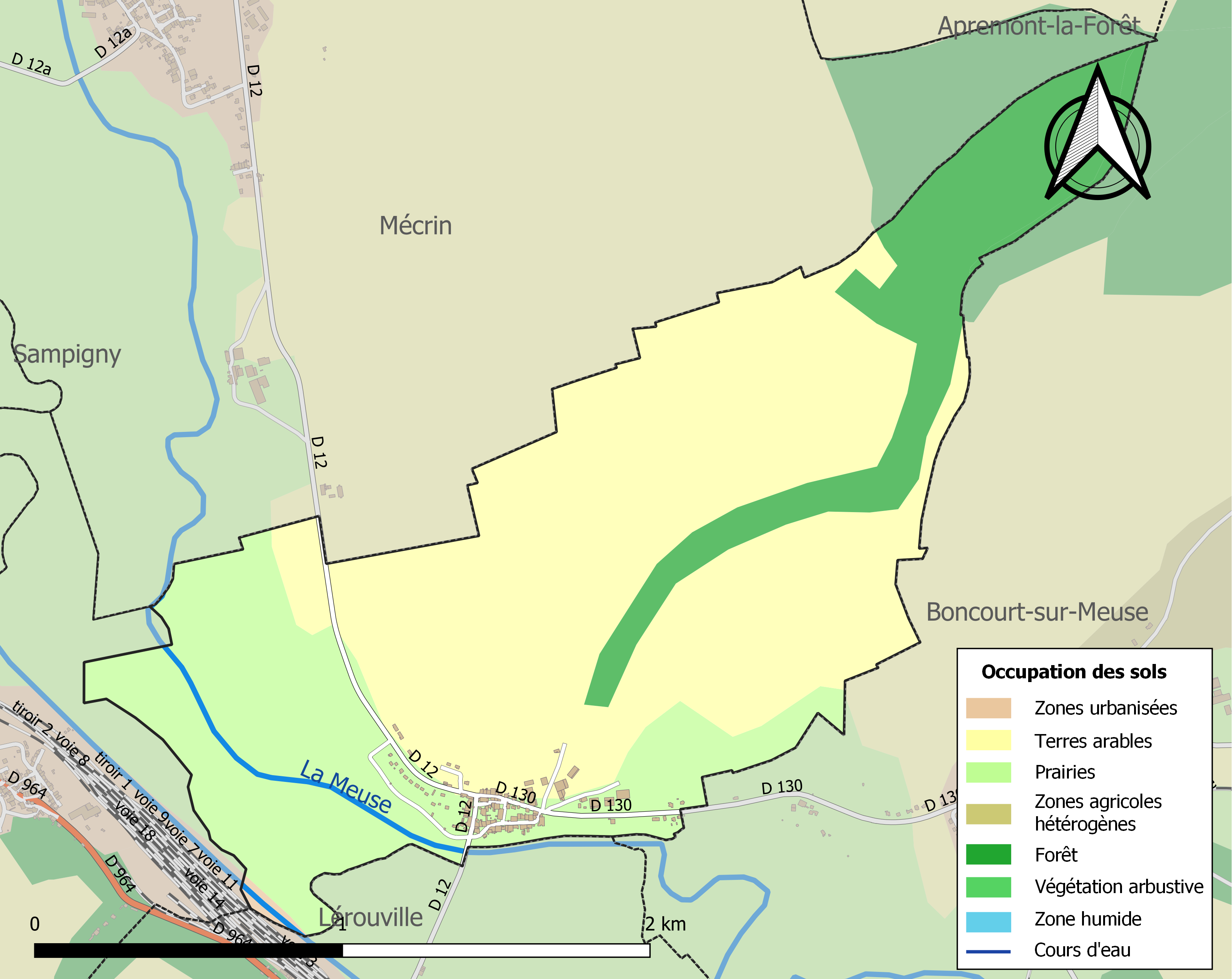
Carte des infrastructures et de l'occupation des sols de la commune en 2018 (CLC).

## Toponymie
Le nom de la localité est attesté sous les formes Pons (1106) ; Pont-sur-Meuse (1319) ; Pont (1330) ; Pons-ad-Mosam (1707) ; Pons-supra-Mosam (1711).

La Meuse, Maas ; en wallon, Moûse ; en latin Mosa, qui traverse une partie du territoire de la commune, est un fleuve européen qui prend sa source en France et se jette dans la mer du Nord après un cours traversant la France, la Belgique et les Pays-Bas.

## Histoire
Il semble que Pont-sur-Meuse ait été le théâtre de combats acharnés lors de la Première Guerre mondiale, particulièrement au cours de l'année 1915 (mais également en 1914 et d'autres années de la guerre).
Pont-sur-Meuse devait être située sur la ligne de front encore très au nord, en ce début du conflit.

## Politique et administration
| Période                                  | Période      | Identité          | Étiquette | Qualité             |
| ---------------------------------------- | ------------ | ----------------- | --------- | ------------------- |
| Les données manquantes sont à compléter. |              |                   |           |                     |
| avant 1988                               | ?            | Roger Lejeau      | DVD       |                     |
| mars 2001                                | 5 avril 2014 | Benoît Oudin      |           |                     |
| 5 avril 2014                             | mai 2020     | Fabienne Beauland |           |                     |
| mai 2020                                 | En cours     | Reynald Gruyer    |           | Employé de commerce |

## Démographie
L'évolution du nombre d'habitants est connue à travers les recensements de la population effectués dans la commune depuis 1793. Pour les communes de moins de 10 000 habitants, une enquête de recensement portant sur toute la population est réalisée tous les cinq ans, les populations de référence des années intermédiaires étant quant à elles estimées par interpolation ou extrapolation. Pour la commune, le premier recensement exhaustif entrant dans le cadre du nouveau dispositif a été réalisé en 2004.

En 2022, la commune comptait 132 habitants, en évolution de −2,94 % par rapport à 2016 (Meuse : −4,4 %, France hors Mayotte : +2,11 %).
| 1793 | 1800 | 1806 | 1821 | 1831 | 1836 | 1841 | 1846 | 1851 |
| ---- | ---- | ---- | ---- | ---- | ---- | ---- | ---- | ---- |
| 193  | 209  | 215  | 209  | 221  | 220  | 218  | 203  | 284  |

| 1856 | 1861 | 1866 | 1872 | 1876 | 1881 | 1886 | 1891 | 1896 |
| ---- | ---- | ---- | ---- | ---- | ---- | ---- | ---- | ---- |
| 204  | 219  | 224  | 231  | 273  | 269  | 248  | 238  | 234  |

| 1901 | 1906 | 1911 | 1921 | 1926 | 1931 | 1936 | 1946 | 1954 |
| ---- | ---- | ---- | ---- | ---- | ---- | ---- | ---- | ---- |
| 234  | 235  | 256  | 183  | 213  | 213  | 205  | 212  | 183  |

| 1962 | 1968 | 1975 | 1982 | 1990 | 1999 | 2004 | 2006 | 2009 |
| ---- | ---- | ---- | ---- | ---- | ---- | ---- | ---- | ---- |
| 182  | 165  | 144  | 150  | 154  | 145  | 144  | 142  | 143  |

| 2014 | 2019 | 2022 | - | - | - | - | - | - |
| ---- | ---- | ---- | - | - | - | - | - | - |
| 137  | 127  | 132  | - | - | - | - | - | - |

## Culture locale et patrimoine

### Lieux et monuments
- Église Saint-Gérard.
- Monument aux morts au cimetière.
- Croix de chemin sculptée dans la Rue Haute.

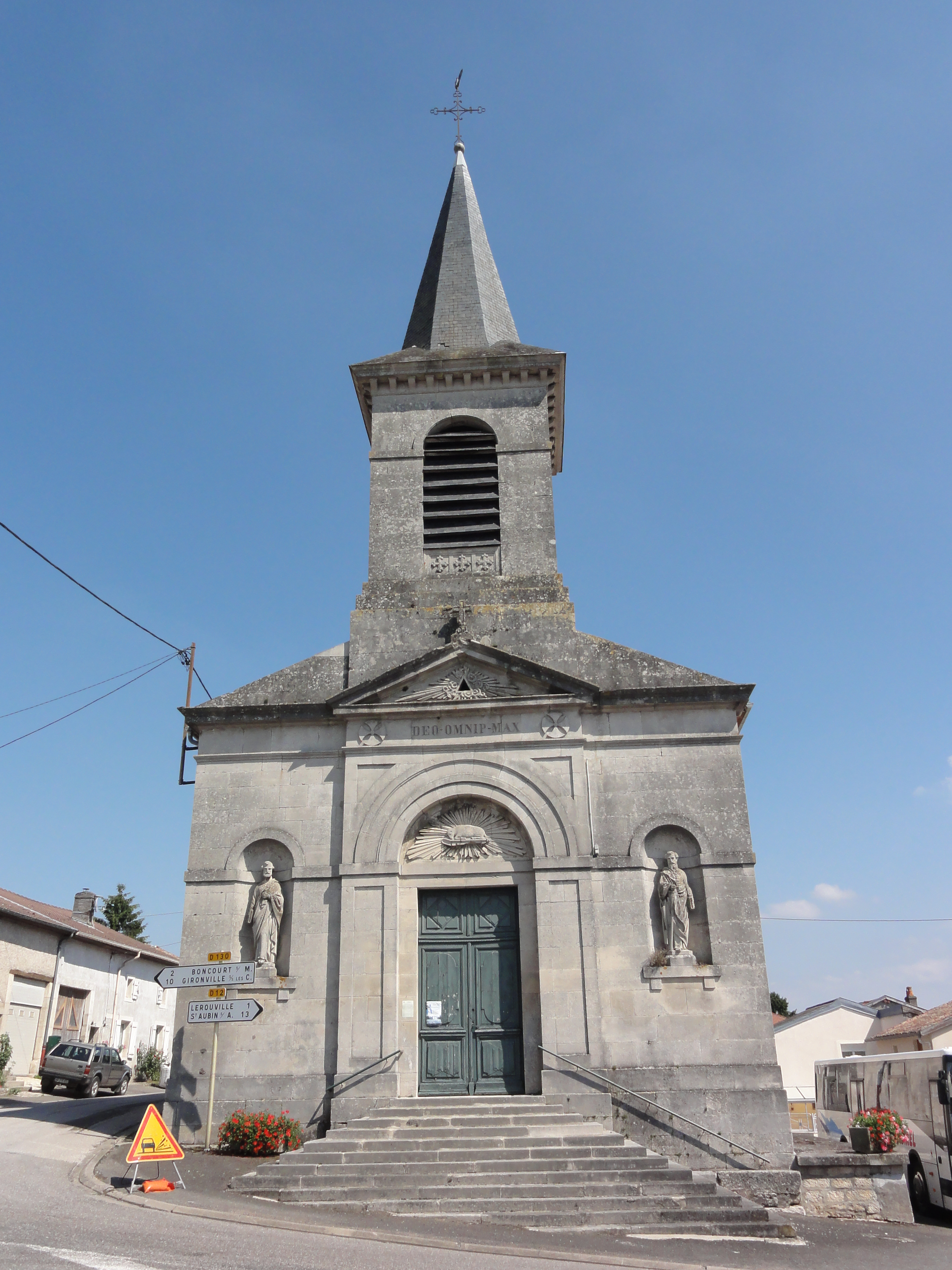
Église Saint-Gérard.
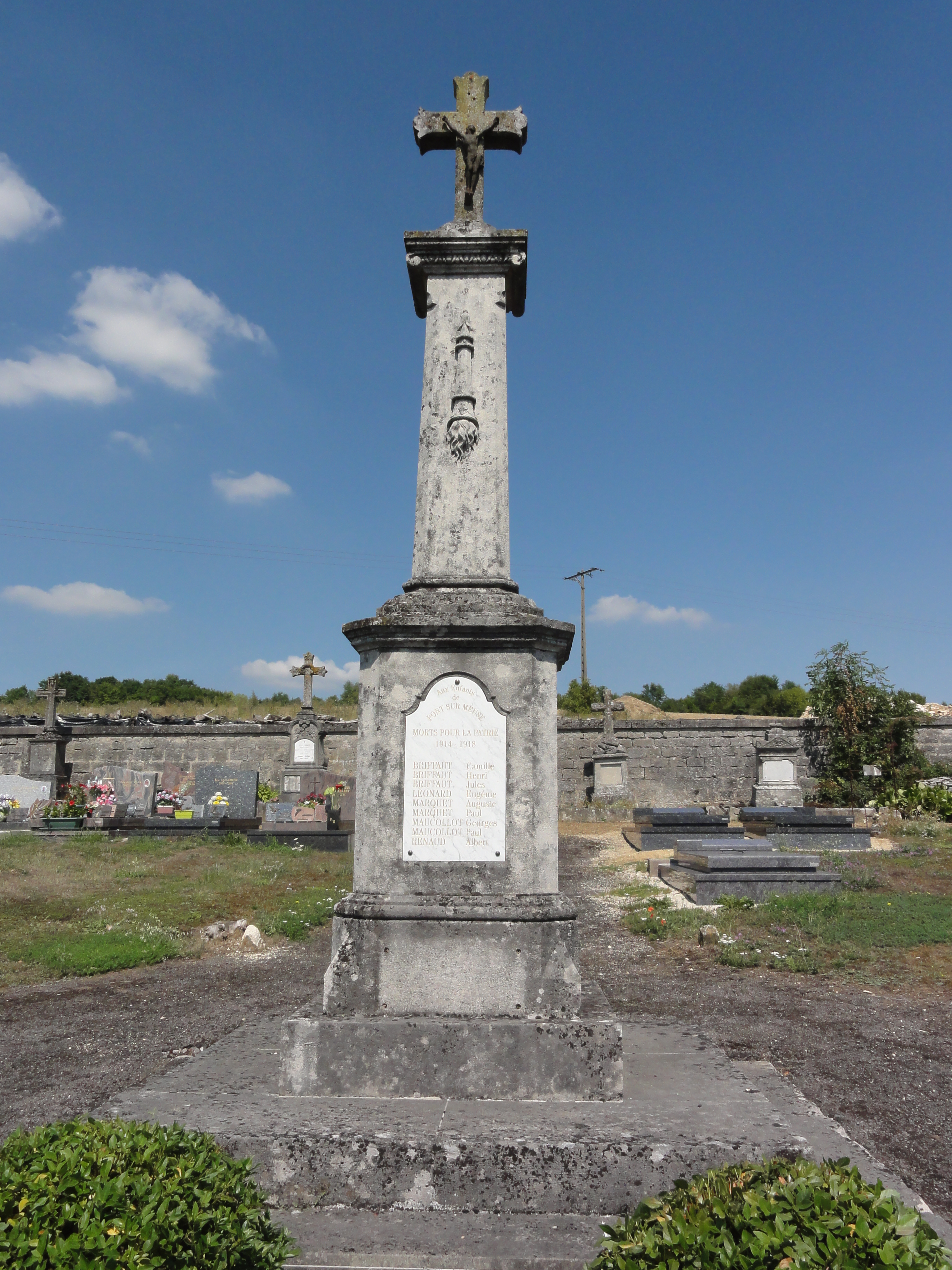
Monument aux morts.
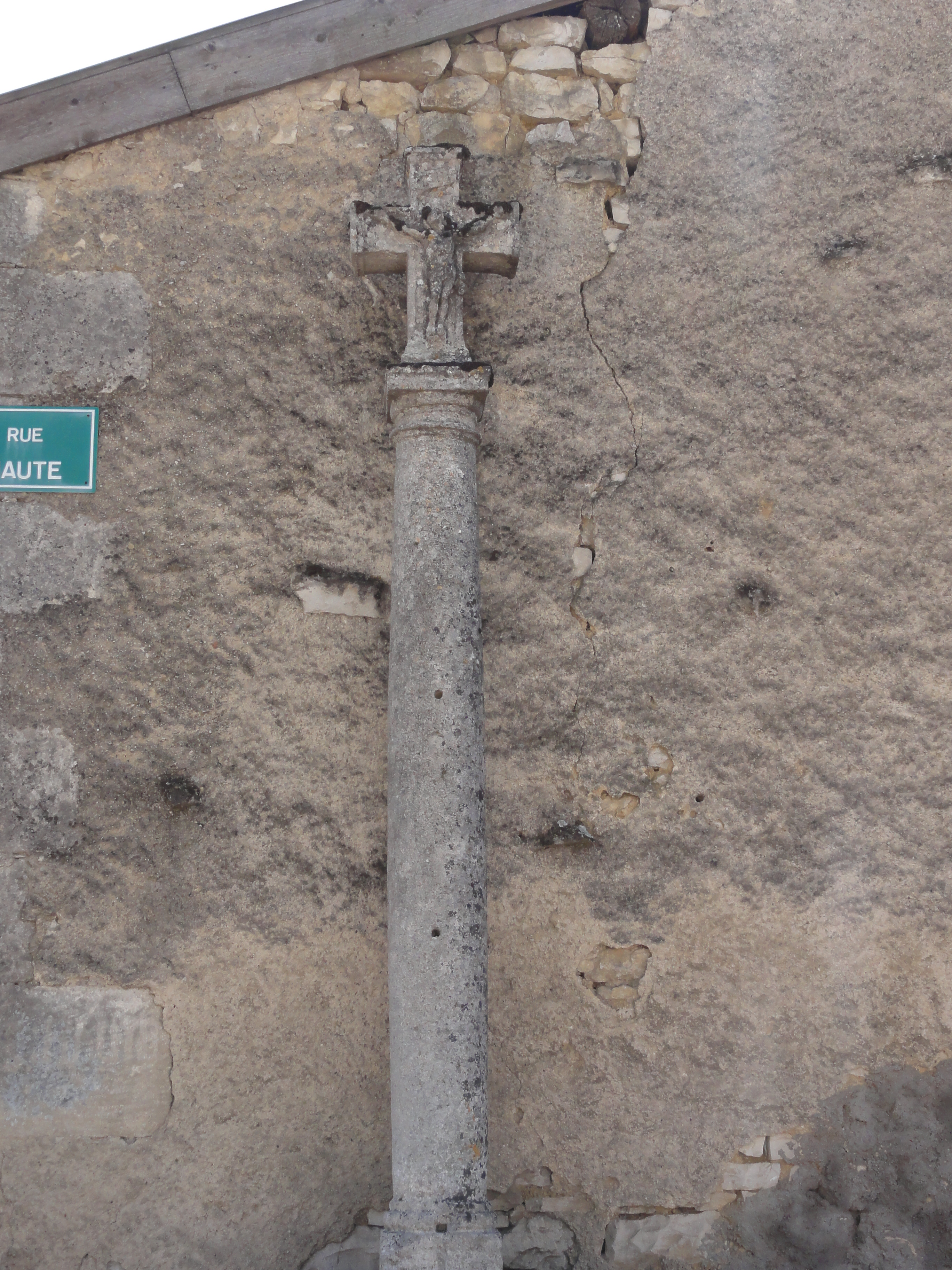
Croix de chemin rue Haute.

### Héraldique
|  | Les armoiries de Pont-sur-Meuse se blasonnent ainsi : D'azur à deux masses d'armes d'argent, pointées et emmanchées d'or, passées en sautoir. Blason utilisé par la commune depuis 1961. |